# 卡里耶爾湖
卡里耶爾湖是俄羅斯的湖泊，由卡累利阿共和國負責管轄，位於奧涅加湖以西1公里，海拔高度77米，長0.54公里、寬0.39公里，面積1.5平方公里，最大水深14米。